# Drew Henry
Drew Henry, född 24 november 1968, är en skotsk snookerspelare. Drew Henry bor i Cambuslang i Glasgow.

## Karriär
Drew Henry blev proffs 1991. Han misslyckades med att avancera till någon av huvudturneringarna säsongen 2006/2007 och det resulterade i att han föll 15 platser på rankingen till 57:e plats inför säsongen 2007/2008. Han nådde den sista kvalmatchen 2007 både i China Open och VM, men förlorade mot Stuart Bingham respektive Joe Perry.
2002 gick Henry till semifinal i UK Championship i Barbican Centre i York. Han besegrade Stuart Bingham, Jimmy White, Stephen Lee och Ronnie O'Sullivan med 9-6 innan han förlorade mot irländaren Ken Doherty.
Samma säsong nådde han åttondelsfinalen i VM. På vägen besegrade han Barry Pinches för att kvala in, därefter besegrade han Mark King. Han ledde mot Stephen Hendry med 10-9 och var i det skedet nära en plats i kvartsfinalen. Men den sjufaldige världsmästaren vände och vann matchen med 13-10.
Drew Henry fick vänta 10 år som professionell snookerspelare innan han nådde sin första semifinal. Därefter nådde han två semifinaler inom 3 månader. Han utklassade Matthew Stevens med 5-0 i kvartsfinalen i China Open 2000. I semifinalen ledde han mot världsettan Mark Williams med 5-4 men förlorade med 5-6.
Henry besegrade Stevens igen, den här gången på avgörande svart i kvartsfinalen i Scottish Open 2001 innan han förlorade mot Peter Ebdon i semifinalen med 4-6.